# FC Tbilisi
El FC Tbilisi fue un equipo de fútbol de Georgia que jugó en la Umaglesi Liga, la liga de fútbol más importante del país.

## Historia
Fue fundado en el año 1991 en la capital Tiflis con el nombre FC Olimpi Tbilisi, y en el año 2003 se fusiona con el Merani-91 Tbilisi para llamarse Merani-Olimpi Tbilisi, pero regresaron en ese mismo año a su nombre anterior. Jugó en la Umaglesi Liga en 9 temporadas.
En la temporada 2006 regresaron a llamarse FC Olimpi Tbilisi, y estando en la Pirveli Liga, se fusionaron con el FC Rustavi para llamarse Olimpi Rustavi, trasladándose a la ciudad de Rustavi, equipo que jugaría en la Umaglesi Liga, pero 1 año después se separaría del Olimpi Rustavi, y después de eso, abandonaría la Liga. Nunca fue campeón de Liga ni alguna Copa en Georgia.
A nivel internacional participó en 1 torneo continental, en la Copa de la UEFA 2004-05, siendo eliminado en la segunda ronda clasificatoria por el Legia de Varsovia de Polonia.

## Participación en competiciones de la UEFA
| Temporada | Torneo   | Ronda | Club           | Casa | Visita | Global |
| --------- | -------- | ----- | -------------- | ---- | ------ | ------ |
| 2004–05   | UEFA Cup | 1     | FC Shamkir     | 1–0  | 4–1    | 5-1    |
| 2004–05   | UEFA Cup | 2     | Legia Warszawa | 0–1  | 0–6    | 0-7    |

## Jugadores

### Jugadores destacados
- Nukri Gogokhia (2005-08)
- Revazi Barabadze (2004–06)
- Giorgi Nugzar Chelidze
- Akaki Devadze (2004–05)
- Zaali Eliava
- Revaz Getsadze
- Soso Grishikashvili (2004)
- Gogita Gogua (2003–05)
- Sandro Iashvili (2004–05)
- Lasha Jakobia (2003)
- Revaz Kemoklidze
- Gocha Khojava
- Givi Kvaratshelia
- Beka Shekriladze